# Ghiacciaio Isbrecht
Il ghiacciaio Isbrecht (in inglese Isbrecht Glacier) è un piccolo ghiacciaio situato sull'isola Thurston, al largo della costa di Eights, nella Terra di Ellsworth, in Antartide. Il ghiacciaio, il cui punto più alto si trova a circa 50 m s.l.m., fluisce verso sud scorrendo tra il ghiacciaio Cox, a ovest, e il ghiacciaio Hale, a est, fino ad entrare nello stretto Peacock, andando così ad alimentare la piattaforma glaciale Abbot.

## Storia
Il ghiacciaio Isbrecht è stato così battezzato dal Comitato consultivo dei nomi antartici in onore di JoAnn Isbrecht, specialista nell'elaborazione di immagini satellitari, facente parte della squadra dello United States Geological Survey che negli anni novanta ha realizzato mappe dell'Antartide in scala 1:5 000 000 utilizzando l'Advanced Very High Resolution Radiometer e mappe della costa di Siple in scala 1:250.000 utilizzando il Thematic Mapper dei satelliti Landsat.